# Javorina
Javorina (Hongaars: Javorina) is een Slowaakse gemeente in de regio Prešov, en maakt deel uit van het district Kežmarok.
Javorina telt 0 inwoners.